# K-Ta
K-Ta（ケータ、6月3日生）は、神奈川県横浜市出身のミュージシャン。
武蔵野音楽大学マリンバ専攻卒業。高橋美智子、宅間久善に師事。

## 来歴
5歳より宅間久善のもとで、マリンバを始める。武蔵野音楽大学を首席で卒業する。卒業後は、Marinba duo”Naked Soul”の活動を開始するとともに、他アーティストのライブやレコーディングに参加する。
1999年、出口雅之率いるSUICIDE SPORTS CARのメンバーとして、『RISKY』でユニバーサル・ビクターよりメジャーデビューする。この曲は、藤原紀香出演のデジタルカメラ「FinePix」のCMに起用された。
それと並行して、2001年LUNA SEAのSUGIZOのソロ活動の一つでもある”SUGIZO & THE SPANK YOUR JUICE”のメンバーとなり、マリンバ、ヴィブラフォンだけでなく、malletKATやHandsonicなどのデジタル楽器を取り入れるようになる。
2012年、蓮沼執太フィル加入。

## バンド
- Suicide Sports Car
- SUGIZO & THE SPANK YOUR JUICE
- SHAG（Guitar, Violin:SUGIZO／ Vibraphone, Percussion, Mac:K-Ta ／ Bass:FIRE ／ Percussion: ヨシウラケンジ ／ Trumpet:類家心平 ／ TurnTable, Mac:sTILLMAN）
- FakeJazzQuintet（Vo:彩月／Vibraphone:K-Ta）
- JamloMaTiK
- NakedSoul
- PLACONNE
- 蓮沼執太フィル

## ディスコグラフィー
- Suicide Sports Car
  - 1999年
    - RISKY

  - 2000年
    - MONACO MOO
    - BACKSEAT BUTTEFLY
    - 非情のライセンス〜LICE NCE TO KILL
    - EVERYBODY MIDNIGHT

  - 2001年
    - “レディーM”を追え

  - 2003年
    - SPY DISCO
- FakeJazzQuintet 
  - GUNDAM World Dance Track 0079[2]

## レコーディング参加作品
- SUGIZO & THE SPANK YOUR JUICE
- SUGIZO
- CHEMISTRY　- アルバム『Hot Chemistry』（グッドバイから始めよう）
- クレイジーケンバンド -　アルバム『777』（パナールの島）
- 曽我部圭一
- COLDFEET　- アルバム『Jazzfeet』（全曲）
- anonymass
- JiLL-Decoy association
- onoroff
- 野佐礼奈
- 登坂亮太
- 湯川潮音
- 蓮沼執太フィル